# 21661 Olgagermani
21661 Olgagermani este un asteroid din centura principală de asteroizi.

## Descriere
21661 Olgagermani este un asteroid din centura principală de asteroizi. A fost descoperit pe 1 septembrie 1999 la Ceccano de Gianluca Masi. Asteroidul prezintă o orbită caracterizată de o semiaxă mare de 2,36 ua, o excentricitate de 0,25 și o înclinație de 5,6° în raport cu ecliptica.